# A Welcome Intruder
A Welcome Intruder er en amerikansk stumfilm fra 1913 af D. W. Griffith.

## Medvirkende
- Charles Hill Mailes
- Kate Toncray
- Charles West
- W. Chrystie Miller
- Joseph McDermott